# 우성초등학교 봉현분교
우성초등학교 봉현분교는 대한민국 충청남도 공주시 우성면 봉현리 262-1에 있었던 공립 초등학교이다.

## 학교 연혁
- 1946년 11월 1일 우성국민학교 봉현분교 설치
- 1949년 9월 30일 봉현국민학교 승격
- 1994년 3월 1일 우성국민학교로 편입
- 1996년 3월 1일 우성초등학교 봉현분교로 개칭
- 1999년 9월 1일 우성초등학교로 통폐합